# Jiří Štajner
Jiří Štajner (Benešov, 27 maggio 1976) è un allenatore di calcio ed ex calciatore ceco, di ruolo attaccante, tecnico dell'FK Turnov.

## Caratteristiche tecniche
È un attaccante tecnicamente duttile che può ricoprire tutti i ruoli dell'attacco.

## Carriera

### Club
A 18 anni viene prelevato dallo Slavia Praga, dove in 2 stagioni colleziona 6 presenze senza gol. Nel 1996 va al FK Lounovice dove non scende mai in campo; dal 1997 al 1999 gioca nel FK SIAD Most totalizzando 59 presenze e 21 gol. Nel 1999 è prelevato dallo Slovan Liberec dove gioca fino al 2002 vincendo uno scudetto e la classifica capocannonieri, quando passa in Bundesliga con l'Hannover 96. Nel 2003 viene ceduto in prestito allo Sparta Praga, ma nel 2004 torna all'Hannover in Germania dove rimane sino al 2010 per fare ritorno allo Slovan Liberec. Dopo 10 anni, nella stagione 2011-2012, Štajner riporta lo Slovan alla vittoria del campionato ceco segnando 15 reti e raggiungendo il terzo posto nella classifica marcatori dietro a Marek Bakoš e David Lafata.

### Nazionale
Il 12 febbraio 2002 ha esordito con la Repubblica Ceca nell'amichevole vinta 2-0 contro l'Ungheria rilevando al 46' Milan Baroš. L'11 giugno 2003 segna la sua prima rete in Nazionale nel successo per 5-0 contro la Moldavia. Successivamente ha segnato altre 3 reti in amichevoli (contro Italia, Turchia e Serbia), oltre ad avere disputato i Mondiali 2006. Ha giocato in totale 37 gare in Nazionale, l'ultima di queste in amichevole il 29 febbraio 2012 contro l'Irlanda.

## Statistiche
Tra club e Nazionale maggiore, Štajner ha giocato più di 588 incontri segnando più di 171 gol, alla media di 0,29 gol a partita.

### Presenze e reti nei club
Statistiche aggiornate all'aprile 2017.
| Stagione              | Squadra                 | Campionato            | Campionato | Campionato | Coppe nazionali | Coppe nazionali | Coppe nazionali | Coppe internazionali | Coppe internazionali | Coppe internazionali | Altre coppe | Altre coppe | Altre coppe | Totale | Totale |
| Stagione              | Squadra                 | Comp                  | Pres       | Reti       | Comp            | Pres            | Reti            | Comp                 | Pres                 | Reti                 | Comp        | Pres        | Reti        | Pres   | Reti   |
| --------------------- | ----------------------- | --------------------- | ---------- | ---------- | --------------- | --------------- | --------------- | -------------------- | -------------------- | -------------------- | ----------- | ----------- | ----------- | ------ | ------ |
| 1994-1995             | Slavia Praga            | 1L                    | 3          | 0          | CR              | ?               | ?               | -                    | -                    | -                    | -           | -           | -           | 3      | 0      |
| 1995-1996             | Slavia Praga            | 1L                    | 3          | 0          | CR              | ?               | ?               | -                    | -                    | -                    | -           | -           | -           | 3      | 0      |
| Totale Slavia Praga   | Totale Slavia Praga     | Totale Slavia Praga   | 6          | 0          |                 | ?               | ?               |                      | -                    | -                    |             | -           | -           | 6      | 0      |
| 1996                  | Švarc Benešov           | 2L                    | 1          | 1          | -               | -               | -               | -                    | -                    | -                    | -           | -           | -           | 1      | 1      |
| 1996-1997             | Lounovice               |                       | 23         | 22         | -               | -               | -               | -                    | -                    | -                    | -           | -           | -           | 23     | 22     |
| 1997-1998             | SIAD Most               | 2L                    | 14         | 5          | CR              | ?               | ?               | -                    | -                    | -                    | -           | -           | -           | 14     | 5      |
| 1998-1999             | SIAD Most               | 2L                    | 28         | 7          | CR              | -               | -               | -                    | -                    | -                    | -           | -           | -           | 28     | 7      |
| 1999-gen. 2000        | SIAD Most               | 2L                    | 17         | 9          | CR              | ?               | ?               | -                    | -                    | -                    | -           | -           | -           | 17     | 9      |
| Totale SIAD Most      | Totale SIAD Most        | Totale SIAD Most      | 59         | 21         |                 | ?               | ?               |                      | -                    | -                    |             | -           | -           | 59     | 21     |
| gen.-giu. 2000        | Slovan Liberec          | 1L                    | 8          | 1          | CR              | ?               | ?               | -                    | -                    | -                    | -           | -           | -           | 8      | 1      |
| 2000-2001             | Slovan Liberec          | 1L                    | 26         | 9          | CR              | ?               | ?               | -                    | -                    | -                    | -           | -           | -           | 26     | 9      |
| 2001-2002             | Slovan Liberec          | 1L                    | 29         | 15         | CR              | ?               | ?               | CU                   | 8                    | 4                    | -           | -           | -           | 37     | 19     |
| 2002-2003             | Hannover                | BL                    | 32         | 4          | CG              | 2               | 0               | -                    | -                    | -                    | -           | -           | -           | 34     | 4      |
| 2003                  | Hannover                | BL                    | 16         | 3          | CG              | 1               | 0               | -                    | -                    | -                    | -           | -           | -           | 17     | 3      |
| gen.-lug. 2004        | Sparta Praga            | 1L                    | 14         | 3          | CR              | ?               | ?               | UCL                  | 2                    | 0                    | -           | -           | -           | 16     | 3      |
| 2004-2005             | Hannover                | BL                    | 30         | 6          | CG              | 1               | 0               | -                    | -                    | -                    | -           | -           | -           | 31     | 6      |
| 2005-2006             | Hannover                | BL                    | 33         | 6          | CG              | 3               | 1               | -                    | -                    | -                    | -           | -           | -           | 36     | 7      |
| 2006-2007             | Hannover                | BL                    | 34         | 3          | CG              | 4               | 0               | -                    | -                    | -                    | -           | -           | -           | 38     | 3      |
| 2007-2008             | Hannover                | BL                    | 26         | 6          | CG              | 1               | 0               | -                    | -                    | -                    | -           | -           | -           | 27     | 6      |
| 2008-2009             | Hannover                | BL                    | 27         | 8          | CG              | 1               | 0               | -                    | -                    | -                    | -           | -           | -           | 28     | 8      |
| 2009-2010             | Hannover                | BL                    | 30         | 6          | CG              | 1               | 0               | -                    | -                    | -                    | -           | -           | -           | 31     | 6      |
| Totale Hannover       | Totale Hannover         | Totale Hannover       | 228        | 42         |                 | 14              | 1               |                      | -                    | -                    |             | -           | -           | 242    | 43     |
| 2010-2011             | Slovan Liberec          | 1L                    | 29         | 9          | CR              | ?               | ?               | -                    | -                    | -                    | -           | -           | -           | 29     | 9      |
| 2011-2012             | Slovan Liberec          | 1L                    | 29         | 15         | CR              | 3               | 1               | -                    | -                    | -                    | -           | -           | -           | 32     | 16     |
| 2012-2013             | Slovan Liberec          | 1L                    | 22         | 8          | CR              | 6               | 4               | UCL                  | 3                    | 0                    | -           | -           | -           | 31     | 12     |
| Totale Slovan Liberec | Totale Slovan Liberec   | Totale Slovan Liberec | 143        | 57         |                 | 9               | 5               |                      | 11                   | 4                    |             | -           | -           | 163    | 66     |
| 2013-2014             | Mladá Boleslav          | 1L                    | 23         | 4          | CR              | 4               | 1               | -                    | -                    | -                    | -           | -           | -           | 27     | 5      |
| 2014-2015             | Oberlausitz Neugersdorf | NOFV-OS               | 13         | 6          | Sachsenpokal    | 1               | 0               | -                    | -                    | -                    | -           | -           | -           | 14     | 6      |
| Totale carriera       | Totale carriera         | Totale carriera       | 510        | 155        |                 | 28+             | 7+              |                      | 13                   | 4                    |             | -           | -           | 551+   | 167+   |

### Cronologia presenze e reti in Nazionale
| Cronologia completa delle presenze e delle reti in nazionale ― Rep. Ceca | Cronologia completa delle presenze e delle reti in nazionale ― Rep. Ceca | Cronologia completa delle presenze e delle reti in nazionale ― Rep. Ceca | Cronologia completa delle presenze e delle reti in nazionale ― Rep. Ceca | Cronologia completa delle presenze e delle reti in nazionale ― Rep. Ceca | Cronologia completa delle presenze e delle reti in nazionale ― Rep. Ceca | Cronologia completa delle presenze e delle reti in nazionale ― Rep. Ceca | Cronologia completa delle presenze e delle reti in nazionale ― Rep. Ceca |
| Data                                                                     | Città                                                                    | In casa                                                                  | Risultato                                                                | Ospiti                                                                   | Competizione                                                             | Reti                                                                     | Note                                                                     |
| ------------------------------------------------------------------------ | ------------------------------------------------------------------------ | ------------------------------------------------------------------------ | ------------------------------------------------------------------------ | ------------------------------------------------------------------------ | ------------------------------------------------------------------------ | ------------------------------------------------------------------------ | ------------------------------------------------------------------------ |
| 12-2-2002                                                                | Nicosia                                                                  | Rep. Ceca                                                                | 2 – 0                                                                    | Ungheria                                                                 | Amichevole                                                               | -                                                                        | 46’                                                                      |
| 13-2-2002                                                                | Nicosia                                                                  | Cipro                                                                    | 3 – 4                                                                    | Rep. Ceca                                                                | Amichevole                                                               | -                                                                        | 46’                                                                      |
| 27-3-2002                                                                | Cardiff                                                                  | Galles                                                                   | 0 – 0                                                                    | Rep. Ceca                                                                | Amichevole                                                               | -                                                                        | 46’                                                                      |
| 17-4-2002                                                                | Giannina                                                                 | Grecia                                                                   | 0 – 0                                                                    | Rep. Ceca                                                                | Amichevole                                                               | -                                                                        | 46’                                                                      |
| 18-5-2002                                                                | Praga                                                                    | Rep. Ceca                                                                | 1 – 0                                                                    | Italia                                                                   | Amichevole                                                               | -                                                                        | 90’                                                                      |
| 21-8-2002                                                                | Olomouc                                                                  | Rep. Ceca                                                                | 4 – 1                                                                    | Slovacchia                                                               | Amichevole                                                               | -                                                                        | 76’                                                                      |
| 6-9-2002                                                                 | Praga                                                                    | Rep. Ceca                                                                | 5 – 0                                                                    | Jugoslavia                                                               | Amichevole                                                               | -                                                                        | 46’                                                                      |
| 12-10-2002                                                               | Chișinău                                                                 | Moldavia                                                                 | 0 – 2                                                                    | Rep. Ceca                                                                | Qual. Euro 2004                                                          | -                                                                        |                                                                          |
| 30-4-2003                                                                | Teplice                                                                  | Rep. Ceca                                                                | 4 – 0                                                                    | Turchia                                                                  | Amichevole                                                               | -                                                                        | 55’                                                                      |
| 11-6-2003                                                                | Olomouc                                                                  | Rep. Ceca                                                                | 5 – 0                                                                    | Moldavia                                                                 | Qual. Euro 2004                                                          | 1                                                                        | 80’                                                                      |
| 11-10-2003                                                               | Vienna                                                                   | Austria                                                                  | 2 – 3                                                                    | Rep. Ceca                                                                | Qual. Euro 2004                                                          | -                                                                        |                                                                          |
| 12-11-2003                                                               | Teplice                                                                  | Rep. Ceca                                                                | 5 – 1                                                                    | Canada                                                                   | Amichevole                                                               | -                                                                        | 46’                                                                      |
| 18-2-2004                                                                | Palermo                                                                  | Italia                                                                   | 2 – 2                                                                    | Rep. Ceca                                                                | Amichevole                                                               | 1                                                                        | 46’                                                                      |
| 31-3-2004                                                                | Dublino                                                                  | Irlanda                                                                  | 1 – 2                                                                    | Rep. Ceca                                                                | Amichevole                                                               | -                                                                        | 46’                                                                      |
| 8-10-2005                                                                | Praga                                                                    | Rep. Ceca                                                                | 0 – 2                                                                    | Paesi Bassi                                                              | Qual. Mondiali 2006                                                      | -                                                                        | 76’                                                                      |
| 12-10-2005                                                               | Helsinki                                                                 | Finlandia                                                                | 0 – 3                                                                    | Rep. Ceca                                                                | Qual. Mondiali 2006                                                      | -                                                                        | 85’                                                                      |
| 16-11-2005                                                               | Praga                                                                    | Rep. Ceca                                                                | 1 – 0                                                                    | Norvegia                                                                 | Qual. Mondiali 2006                                                      | -                                                                        | 75’                                                                      |
| 1-3-2006                                                                 | Smirne                                                                   | Turchia                                                                  | 2 – 2                                                                    | Rep. Ceca                                                                | Amichevole                                                               | 1                                                                        | 85’                                                                      |
| 26-5-2006                                                                | Innsbruck                                                                | Rep. Ceca                                                                | 2 – 0                                                                    | Arabia Saudita                                                           | Amichevole                                                               | -                                                                        | 57’                                                                      |
| 30-5-2006                                                                | Jablonec nad Nisou                                                       | Rep. Ceca                                                                | 1 – 0                                                                    | Costa Rica                                                               | Amichevole                                                               | -                                                                        | 46’                                                                      |
| 3-6-2006                                                                 | Praga                                                                    | Rep. Ceca                                                                | 3 – 0                                                                    | Trinidad e Tobago                                                        | Amichevole                                                               | -                                                                        | 62’                                                                      |
| 12-6-2006                                                                | Gelsenkirchen                                                            | Stati Uniti                                                              | 0 – 3                                                                    | Rep. Ceca                                                                | Mondiali 2006 - 1º turno                                                 | -                                                                        | 86’                                                                      |
| 17-6-2006                                                                | Colonia                                                                  | Rep. Ceca                                                                | 0 – 2                                                                    | Ghana                                                                    | Mondiali 2006 - 1º turno                                                 | -                                                                        | 55’                                                                      |
| 22-6-2006                                                                | Norimberga                                                               | Rep. Ceca                                                                | 0 – 2                                                                    | Italia                                                                   | Mondiali 2006 - 1º turno                                                 | -                                                                        | 46’                                                                      |
| 16-8-2006                                                                | Uherské Hradiště                                                         | Rep. Ceca                                                                | 1 – 3                                                                    | Serbia                                                                   | Amichevole                                                               | 1                                                                        |                                                                          |
| 2-9-2006                                                                 | Teplice                                                                  | Rep. Ceca                                                                | 2 – 1                                                                    | Galles                                                                   | Qual. Euro 2008                                                          | -                                                                        | 46’                                                                      |
| 6-9-2006                                                                 | Bratislava                                                               | Slovacchia                                                               | 0 – 3                                                                    | Rep. Ceca                                                                | Qual. Euro 2008                                                          | -                                                                        | 77’                                                                      |
| 12-8-2009                                                                | Teplice                                                                  | Rep. Ceca                                                                | 3 – 1                                                                    | Belgio                                                                   | Amichevole                                                               | -                                                                        | 46’                                                                      |
| 5-9-2009                                                                 | Bratislava                                                               | Slovacchia                                                               | 2 – 2                                                                    | Rep. Ceca                                                                | Qual. Mondiali 2010                                                      | -                                                                        | 62’ 88’                                                                  |
| 9-9-2009                                                                 | Uherské Hradiště                                                         | Rep. Ceca                                                                | 7 – 0                                                                    | San Marino                                                               | Qual. Mondiali 2010                                                      | -                                                                        | 76’                                                                      |
| 10-10-2009                                                               | Praga                                                                    | Rep. Ceca                                                                | 2 – 0                                                                    | Polonia                                                                  | Qual. Mondiali 2010                                                      | -                                                                        | 86’                                                                      |
| 14-10-2009                                                               | Praga                                                                    | Rep. Ceca                                                                | 0 – 0                                                                    | Irlanda del Nord                                                         | Qual. Mondiali 2010                                                      | -                                                                        | 72’                                                                      |
| 11-8-2010                                                                | Liberec                                                                  | Rep. Ceca                                                                | 4 – 1                                                                    | Lettonia                                                                 | Amichevole                                                               | -                                                                        | 61’                                                                      |
| 7-9-2010                                                                 | Olomouc                                                                  | Rep. Ceca                                                                | 0 – 1                                                                    | Lituania                                                                 | Qual. Euro 2012                                                          | -                                                                        | 69’                                                                      |
| 12-10-2010                                                               | Vaduz                                                                    | Liechtenstein                                                            | 0 – 2                                                                    | Rep. Ceca                                                                | Qual. Euro 2012                                                          | -                                                                        | 59’ 71’                                                                  |
| 9-2-2011                                                                 | Pola                                                                     | Croazia                                                                  | 4 – 2                                                                    | Rep. Ceca                                                                | Amichevole                                                               | -                                                                        | 62’                                                                      |
| 29-2-2012                                                                | Dublino                                                                  | Irlanda                                                                  | 1 – 1                                                                    | Rep. Ceca                                                                | Amichevole                                                               | -                                                                        | 59’                                                                      |
| Totale                                                                   |                                                                          | Presenze                                                                 | 37                                                                       |                                                                          | Reti                                                                     | 4                                                                        |                                                                          |

## Palmarès

### Club

#### Competizioni nazionali
- Gambrinus Liga: 3

Slavia Praga: 1995-1996
Slovan Liberec: 2001-2002, 2011-2012

### Individuale
- Capocannoniere della Gambrinus Liga: 1

2001-2002 (15 reti)